# Zamarada sinecalcarata
Zamarada sinecalcarata är en fjärilsart som beskrevs av Fletcher 1974. Zamarada sinecalcarata ingår i släktet Zamarada och familjen mätare. Inga underarter finns listade i Catalogue of Life.